# 約翰·羅比遜
約翰·羅比遜（英語：John Robison，1739年2月4日—1805年1月30日），蘇格蘭物理學家和發明家。他是愛丁堡大學的自然哲學教授。

## 生平
羅比遜生於英國蘇格蘭西洛錫安的  小鎮。父親同名約翰·羅比遜，在格拉斯哥是一位成功的商人。小羅比遜幼時在格拉斯哥小學讀書。1750年，進入格拉斯哥大學。1756年，十七歲的羅比遜就得到碩士學位。畢業後，他很希望能夠在學校裡找到一份工作，成為教授的助手。但是，教授認為他年紀太輕，缺乏考驗。父親想要他從事神職。他覺得需要朝更多的方向發展，
1758年，羅比遜跑去倫敦尋找機會。在那裏，他遇到了海軍上將查爾斯·諾爾司。諾爾司上將覺得他是個年輕有為的讀書人，於是派他陪伴正在海軍當軍官的兒子愛德華·諾爾司 (Edward Knowles) ，成為他的良師益友。1759年，他們一起搭乘皇家威廉號戰艦，跟隨著艦隊前往加拿大，和已在那裏的英軍部隊共同打敗法國軍，攻得魁北克。在軍隊裡的生活並不好過，羅比遜得了壞血病，只好寫信回家求救。
風塵僕僕四年，回到英國後，他又參加了  。這是一個於1714年成立的政府單位，專門研究，在海上航行時，怎樣得到正確的經度數據。那時候，約翰·哈里遜 (John Harrison) 剛剛設計出來一種更準確的航海經線儀（航海天文鐘）。哈里遜年已老邁，無法遠行測試新儀器，只好請羅比遜幫忙。1762年，哈里遜的兒子和他乘著船，載著海用經線儀，千辛萬苦地航行至牙買加，成功地證實了儀器的正確性。
返回英國後，羅比遜安頓在格拉斯哥，專注於詹姆斯·瓦特和約瑟·布拉克的實用科學。1766年，他繼承布拉克，成為格拉斯哥大學的化學教授。1766年，他做實驗證明了靜電力的大小隨著距離的 2-次方成反比，而指數的絕對誤差小於 0.06。
1770年，羅比遜以秘書的名義跟隨著諾爾司上將去聖彼得堡。那時，俄國女皇聘請諾爾司上將來整頓俄國海軍。羅比遜在俄國海軍學院裏教導數學，後來擔任數學教授。1773年，回到蘇格蘭，任聘為愛丁堡大學的自然哲學教授。羅比遜博學多才，精通力學、流體靜力學、天文學、光學、電磁學等等學術領域，造就無數科學菁英。很快地，他與萊特女士共締良緣，有一個幸福無比的家庭。
1783年，他成為愛丁堡皇家學會的第一屆總書記，是愛丁堡皇家學會的創建成員之一。
羅比遜曾經與瓦特共同合作發展蒸汽車 。但最後不了了之。羅比遜是警鈴的發明者。

## 著作
- Outlines of mechanical philosophy : containing the heads of a course of lectures, Edinburgh, William Creech, 1781.
- Outlines of a course of experimental philosophy, Edinburgh, William Creech, 1784.
- Proofs of a Conspiracy against all the Religions and Governments of Europe, carried on in the Secret Meetings of Free-Masons, Illuminati and Reading Societies, etc., collected from good authorities, Edinburgh, 1797.
- Outlines of a course of lectures on mechanical philosophy, Edinburgh, J. Brown, 1803.
- Elements of mechanical philosophy : being the substance of a course of lectures on that science, vol 1, Edinburgh, Archibald Constable, 1804.
- The articles "steam" and "steam-engines" written for the Encyclopedia Britannica, edited by David Brewster with notes and additions by James Watt and a letter on some properties, Edinburgh and London, James Ballantyne & Co. 1818.
- A system of mechanical philosophy, Edinburgh, J. Murray, 1822.

## 參閱
- 班傑明·富蘭克林
- 亨利·卡文迪什
- 查尔斯·库仑
- 亞歷山德羅·伏打